# زمین‌لرزه ۱۴۰۰ نقده
زمین‌لرزه ۱۴۰۰ نقده به بزرگی ۵ ریشتر نقده آذربایجان غربی را لرزاند. این زلزله در جمعه ۱۸ تیرماه ۱۴۰۰ در ساعت ۲۰ و یازده دقیقه رخ داد. این زلزله در ۴ کیلومتری نقده رخ داد.طول جغرافیایی این زلزله ۴۵.۳۵ و عرض جغرافیایی ۳۶.۹۸ در عمق ۱۰ کیلومتری زمین بوده است.این زمین لرزه تلفات جانی نداشت. زمین لرزه دیگری به بزرگی ۳.۶ ریشتر نیز در ساعت ۱۶:۱۵ دقیقه  همان روز در نقده رخ داده بود.

## فواصل مکانی
- محل وقوع:
  - شهرستان نقده
- نزدیک‌ترین شهرها:
  - ۴ کیلومتری نقده (آذربایجان غربی)
  - ۱۵ کیلومتری محمدیار (آذربایجان غربی)
  - ۱۸ کیلومتری نالوس (آذربایجان غربی)
- نزدیکترین مراکز استان:
  - ۶۸ کیلومتری ارومیه
  - ۱۴۸ کیلومتری تبریز[۵][۶]